# Kievitsbeek
De Kievitsbeek is een beek in de gemeente Nederweert in de Nederlandse provincie Limburg. De beek is onderdeel van het stroomgebied van de Oude Graaf dat richting Noord-Brabant afwatert. De beek loopt in de buurt van en grotendeels parallel aan de provinciegrens met Noord-Brabant.

## Geschiedenis
In 1953 kreeg het waterschap De Oude Graaf het gebied De Kievit onder het beheer. Het gebied was toen een moerasgebied.
In de periode 1962-1964 werd de ontwatering van het gebied De Kievit door het waterschap verbeterd en veranderde De Kievit in een beek: de Kievitsbeek.